# Voivodia de Bydgoszcz

A voivodia durante o período 1946-1950

A Voivodia de Bydgoszcz (em polonês: województwo bydgoskie) foi uma unidade de divisão administrativa e governo local da Polônia nos anos de 1975–1998, com diferentes extensões nos períodos de 1946-1975 e 1975-1998.

## 1946-1975
A Voivodia de Bydgoszcz foi inicialmente chamada de Voivodia da Pomerânia, foi criada da parte sul da Voivodia da Pomerânia pré-guerra. Foi substituída em 1975 pelas voivodias de Bydgoszcz, Toruń e Włocławek.
A capital era Bydgoszcz.
Condados (powiaty) em 1946:

 Nome do condado em português, nome do condado em polonês, capital
- Cidade de Bydgoszcz, miasto Bydgoszcz
- Cidade de Toruń, miasto Toruń
- Condado de Brodnica, powiat brodnicki, Brodnica
- Condado de Bydgoszcz, powiat bydgoski, Bydgoszcz
- Condado de Chełmno, powiat chełmiński, Chełmno
- Condado de Chojnice, powiat chojnicki, Chojnice
- Condado de Grudziądz, powiat grudziądzki, Grudziądz
- Condado de Inowrocław, powiat inowroclawski, Inowrocław
- Condado de Lipno, powiat lipnowski/lipieński?, Lipno
- Condado de Lubawa, powiat lubawski, Lubawa
- Condado de Nieszawa, powiat nieszawski, Nieszawa
- Condado de Rypin, powiat rypiński, Rypin
- Condado de Sępólno, powiat sępoleński, Sępólno Krajeńskie
- Condado de Świecie, powiat świecki, Świecie
- Condado de Szubin, powiat szubiński, Szubin
- Condado de Toruń, powiat toruński, Toruń
- Condado de Tuchola, powiat tucholski, Tuchola
- Condado de Wąbrzeźno, powiat wąbrzeski, Wąbrzeźno
- Condado de Włocławek, powiat włocławski, Włocławek
- Condado de Wyrzysk, powiat wyrzyski, Wyrzysk

Novos condados criados 1946–1975:
- Condado de Mogilno, powiat mogileński, Mogilno, transferido da voivodia de Poznań
- Condado de Żnin, powiat żniński, Żnin, transferido da voivodia de Poznań
- Cidade de Inowrocław, miasto Inowrocław, anteriormente fazia parte do condado de Inowrocław
- Cidade de Włocławek, miasto Włoclawek, anteriormente fazia parte do condado de Włoclawek
- Condado de Aleksandrów, powiat aleksandrowski, Aleksandrów Kujawski, anteriormente fazia parte do condado de Nieszawa
- Condado de Radziejów, powiat radziejowski, Radziejów, anteriormente fazia parte do condado de Aleksandrów
- Condado de Golub-Dobrzyń, powiat golubsko-dobrzyński, Golub-Dobrzyń, anteriormente fazia parte do condado de Rypin

Condados extintos:
- Condado de Lubawa, powiat lubawski, Lubawa, transferido para a voivodia de Olsztyn
- Condado de Nieszawa, powiat nieszawski, Nieszawa, renomeado de condado de Aleksandrów

## 1975-1998
A voivodia de Bydgoszcz foi substituída em 1998 pela voivodia da Cujávia-Pomerânia.

### Principais cidades
População em 31.12.1998
- Bydgoszcz - 386 855
- Inowrocław - 79 534
- Chojnice - 40 229
- Świecie - 27 084
- Nakło nad Notecią - 20 108
- Solec Kujawski - 14 641
- Żnin - 14 401
- Tuchola - 14 235
- Mogilno - 12 675
- Koronowo - 10 640

### População nos anos
- 1975 - 995 100
- 1980 - 1 036 000
- 1985 - 1 083 800
- 1990 - 1 110 800
- 1995 - 1 131 800
- 1998 - 1 136 900